# سیارک ۲۰۸۵۴
سیارک ۲۰۸۵۴ (به انگلیسی: 20854 Tetruashvily، نامگذاری:2000VH27) بیست هزار و هشتصد و پنجاه و چهارمین سیارک کشف شده‌است که در ۱ نوامبر ۲۰۰۰ کشف شد.
قدر مطلق سیارک برابر ۱۷.۸ است.